# Melyroidea magnifica
Melyroidea magnifica är en kackerlacksart som beskrevs av Robert Walter Campbell Shelford 1912. Melyroidea magnifica ingår i släktet Melyroidea och familjen Polyphagidae.
Artens utbredningsområde är Ecuador. Inga underarter finns listade i Catalogue of Life.